# Wörth am Main
Wörth am Main es un municipio situado en el distrito de Miltenberg, en el estado federado de Baviera (Alemania), con una población a finales de 2016 de unos 4662 habitantes.
Se encuentra ubicado al noroeste del estado, en la región de Baja Franconia, cerca de la frontera con los estados de Hesse y Baden-Wurtemberg, y de la orilla del río Meno —uno de los principales afluentes del Rin por su margen derecha—.